# Michel Preud'homme
Michel Georges Jean Ghislain Preud’Homme (n. 24 ianuarie 1959), cunoscut ca Michel Preud'homme, este un fost fotbalist și actual antrenor de fotbal belgian, care în prezent activează în calitate de antrenor principal al echipei Club Brugge din Prima Ligă Belgiană.
Ca fotbalist, Preud'homme juca pe postul de portar și era considerat unul din cei mai buni portari din lume pe durata carierei sale. A fost primul câștigător al Premiului Iașin ca cel mai bun portar la Campionatul Mondial de Fotbal 1994.
La nivel de club, Preud'homme a jucat la Standard Liège, Mechelen și Benfica. Cu Mechelen, el a cucerit Cupa Belgiei în 1987, Cupa Cupelor 1987-1988, Supercupa Europei 1988 și campionatul Belgiei în 1989. La echipa națională de fotbal a Belgiei Preud'homme a adunat 58 de selecții între 1979 și 1995. Pe lângă Campionatul Mondial din 1994, de asemenea el a mai evoluat și la ediția din 1990.
Michel Preud'homme și-a încheiat cariera de fotbalist în 1999, la vârsta de 40 de ani, după care a debutat în calitate de antrenor.

## Statistici carieră

### Club
| Club           | Sezon         | Campionat | Campionat | Cupă    | Cupă | Europa  | Europa | Total   | Total |
| Club           | Sezon         | Meciuri   | G P       | Meciuri | G P  | Meciuri | G P    | Meciuri | G P   |
| -------------- | ------------- | --------- | --------- | ------- | ---- | ------- | ------ | ------- | ----- |
| Standard Liège | 1977–78       | 32        |           |         |      |         |        |         |       |
| Standard Liège | 1978–79       | 34        |           |         |      |         |        |         |       |
| Standard Liège | 1979–80       | 34        |           |         |      |         |        |         |       |
| Standard Liège | 1980–81       | 34        |           |         |      |         |        |         |       |
| Standard Liège | 1981–82       | 33        |           |         |      |         |        |         |       |
| Standard Liège | 1982–83       | 34        |           |         |      |         |        |         |       |
| Standard Liège | 1983–84       | 27        |           |         |      |         |        |         |       |
| Standard Liège | 1984–85       | 5         |           |         |      |         |        |         |       |
| Standard Liège | 1985–86       | 7         |           |         |      |         |        |         |       |
| Standard Liège | Total         | 240       |           |         |      |         |        |         |       |
| Mechelen       | 1986–87       | 34        |           |         |      |         |        |         |       |
| Mechelen       | 1987–88       | 30        |           |         |      |         |        |         |       |
| Mechelen       | 1988–89       | 34        |           |         |      |         |        |         |       |
| Mechelen       | 1989–90       | 34        |           |         |      |         |        |         |       |
| Mechelen       | 1990–91       | 34        |           |         |      |         |        |         |       |
| Mechelen       | 1991–92       | 34        |           |         |      |         |        |         |       |
| Mechelen       | 1992–93       | 33        |           |         |      |         |        |         |       |
| Mechelen       | 1993–94       | 30        |           |         |      |         |        |         |       |
| Mechelen       | Total         | 263       |           |         |      |         |        |         |       |
| Benfica        | 1994–95       | 31        | 28        |         |      | 8       | 8      | 47      | 41    |
| Benfica        | 1995–96       | 33        | 23        | 6       | 2    | 6       | 11     | 45      | 36    |
| Benfica        | 1996–97       | 34        | 30        | 6       | 5    | 6       | 8      | 471     | 481   |
| Benfica        | 1997–98       | 28        | 21        |         |      | 1       | 0      | 33      | 28    |
| Benfica        | 1998–99       | 21        | 21        |         |      | 7       | 12     | 27      | 30    |
| Benfica        | Total         | 147       | 123       | 24      | 21   | 28      | 39     | 199     | 183   |
| Total carieră  | Total carieră | 650       |           |         |      |         |        |         |       |

1 include 1 meci și 5 goluri în Supercupa Portugaliei.

### Internațional
| Echipa | An    | Amicale | Amicale | Campionatul Mondial | Campionatul Mondial | Campionatul European | Campionatul European | Total | Total |
| Echipa | An    | M       | GP      | M                   | GP                  | M                    | GP                   | Pld   | GP    |
| ------ | ----- | ------- | ------- | ------------------- | ------------------- | -------------------- | -------------------- | ----- | ----- |
| Belgia | 1979  | 0       | 0       | 0                   | 0                   | 1                    | 0                    | 1     | 0     |
| Belgia | 1981  | 0       | 0       | 2                   | 3                   | 0                    | 0                    | 2     | 3     |
| Belgia | 1987  | 0       | 0       | 0                   | 0                   | 2                    | 2                    | 2     | 2     |
| Belgia | 1988  | 4       | 7       | 1                   | 0                   | 0                    | 0                    | 5     | 7     |
| Belgia | 1989  | 2       | 0       | 6                   | 5                   | 0                    | 0                    | 8     | 5     |
| Belgia | 1990  | 6       | 7       | 4                   | 4                   | 1                    | 3                    | 11    | 14    |
| Belgia | 1991  | 2       | 0       | 0                   | 0                   | 5                    | 3                    | 7     | 3     |
| Belgia | 1992  | 2       | 5       | 5                   | 1                   | 0                    | 0                    | 7     | 6     |
| Belgia | 1993  | 1       | 1       | 4                   | 4                   | 0                    | 0                    | 5     | 5     |
| Belgia | 1994  | 3       | 2       | 4                   | 4                   | 3                    | 5                    | 10    | 11    |
| Total  | Total | 20      | 22      | 26                  | 21                  | 12                   | 13                   | 58    | 56    |

## Palmares

### Jucător
Standard Liège
- Prima Ligă Belgiană (2): 1981–82, 1982–83
- Cupa Belgiei (1): 1980–81

Finalist: 1979–80
- Supercupa Belgiei (2): 1981, 1983
- Cupa Cupelor UEFA

Finalist: 1981–82
 Mechelen
- Prima Ligă Belgiană (1): 1988–89
- Cupa Belgiei (1): 1986–87
- Cupa Cupelor UEFA (1): 1987–88
- Supercupa Europei (1): 1988

 Benfica
- Cupa Portugaliei (1): 1995–96

#### Individual
- Gheata de Aur a Belgiei: 1987, 1989
- Portarul anului în Belgia: 1988, 1989, 1990, 1991
- IFFHS World's Best Goalkeeper: 1994
- Portarul anului UEFA: 1994
- Premiul Iașin: 1994

### Antrenor
Standard Liège
- Prima Ligă Belgiană (1): 2007–08

 Gent
- Cupa Belgiei (1): 2009–10

 Twente
- Johan Cruijff Shield (1): 2010
- KNVB Cup (1): 2010–11

 Al-Shabab Riyadh
- Saudi Premier League (1): 2011–12
- King Cup of Champions: Finalist 2013

#### Individual
- Antrenorul Belgian al anului: 2007–08
- Premiul Rinus Michels - Antrenorul anului: 2010–11